# Міжнародна організація з какао
Міжнародна організація з какао (МОК) (англ. International cocoa organization, ICCO) — глобальна міжурядова організація, яка об'єдує країни-виробників та країни-споживачів какао.

## Історія створення
1973 р. — заснована Міжнародна організація з какао з метою контролю за дотриманням Міжнародної угоди з какао (International Cocoa Agreement), текст якої був погоджений у Женеві на Міжнародній конференції з како, проведеної під егідою ООН.
2010 р. — у Женеві затверджена нова, сьома за рахунком, Міжнародна угода з какао, яка набула чинності у 2012 р. 

## Роль та функції
Роль МОК полягає в тому, щоб контролювати виконання Міжнародної угоди з какао та розвивати співпрацю країн-членів Організації.
До функцій, які виконує МОК можна віднести:
- розробка проектів перспективного розвитку, спрямованих на зміцнення національних економік країн-членів та  залучення інвестицій;
- проведення наукових досліджень з метою пошуку методів підвищення врожайності какао-дерев, боротьби зі шкідниками, поліпшення якості переробки сировини та кінцевої продукції;
- виконання аналітичної обробки статистичних даних для володіння інформацією у какао-секторі, шляхом публікації щомісячних, щоквартальних бюлетенів;
- спонукання підписантів Угоди розробляти та реалізовувати стратегії, які розширюють можливості місцевих громад та малих виробників отримувати прибутки від виробництва какао, що буде сприяти скороченню масштабів зубожіння;
- популяризація споживання какао-продуктів, з метою підвищення споживацького попиту, співпрацюючи з приватними компаніями.

## Діяльність
До основних напрямків діяльності Міжнародної організації з какао можна віднести такі питання:
- Споживання в концепції сталого розвитку має важливе значення для виробництва. Стале зростання споживацького попиту забезпечує довготривале зростання виробництва какао та шоколаду, а також переробку какао-бобів у напівфабрикати і кінцеву продукцію для споживання. МОК регулярно аналізує тенденції споживацького попиту, як частини дослідження світового ринку какао. Більш короткострокові аналітичні дослідження ринку містяться у щомісячних оглядах, зосереджених на оцінці ситуації з переробки какао-бобів.

- Виробництво дзеркально відображає роботу МОК у сегменті споживання какао. Такі питання, як: охорона навколишнього середовища, підвищення економічного розвитку та соціальної стабільності виконують значну роль у культивуванні какао. Какао є сільськогосподарською культурою, яку вирощують переважно у малих господарствах, тому на них припадає 90 % світового виробництва какао. Огляд тенденцій у секторі виробництва міститься у щорічному аналізі світового ринку какао.

- Проекти розвитку спрямовані на покращення структурних умов ринків какао та підвищення конкурентоспроможності економік країн-виробників. МОК разом з Загальним фондом для сировинних товарів (CFC) та іншими міжнародними організаціями (ФАО, ЮНІДО), розробляють та реалізують ці проекти на практиці.

## Структура
- Міжнародна рада з какао
- Комітет з економіки
- Адміністративно-фінансовий комітет
- Консультативна рада з світової економіки какао
- Рада директорів
- Експертна робоча група з запасів

## Члени
Членами МОК є 49 країн: 19 країн-експортерів та 30 країн-імпортерів какао.
Країни-експортери:
Бразилія, Камерун, Республіка Конго, Коста-Рика, Кот-д'Івуар, Домініканська Республіка, Еквадор, Габон, Гана, Гвінея, Індонезія, Ліберія, Мадагаскар, Малайзія, Нікарагуа, Перу, Сьєрра-Леоне, Того, Тринідад і Тобаго
Країни-імпортери:
Австрія, Бельгія, Болгарія, Велика Британія, Угорщина, Хорватія, Кіпр, Чехія, Данія, Естонія, Фінляндія, Франція, Німеччина, Греція, Ірландія, Італія, Латвія, Литва, Люксембург, Мальта, Нідерланди, Польща, Росія, Португалія, Румунія, Словаччина, Словенія, Іспанія, Швеція, Швейцарія.